# Letternhäufelung

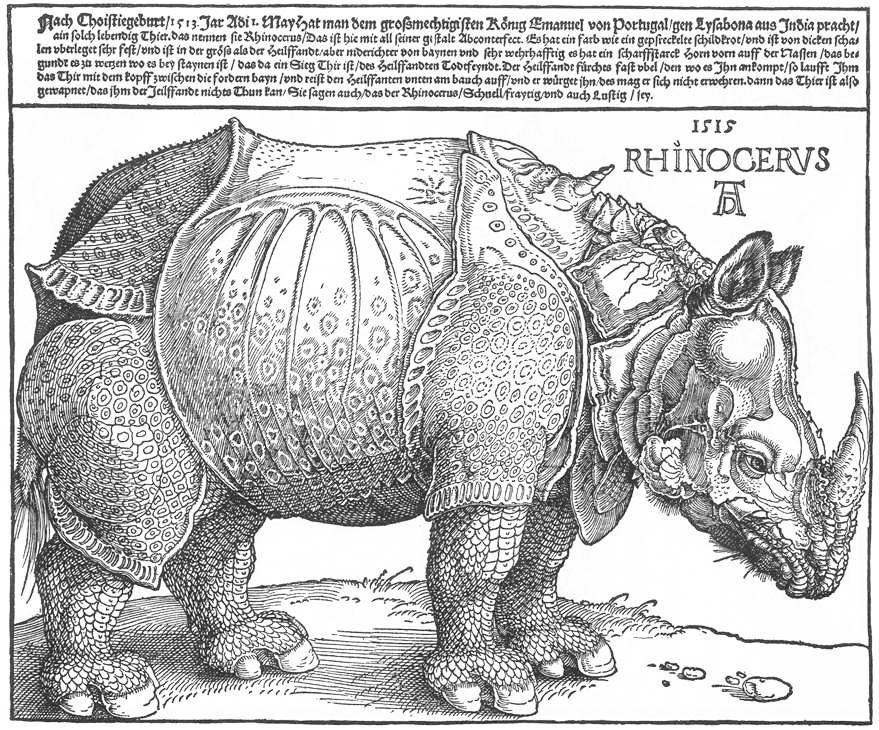
Letternhäufelung in der Inschrift von Albrecht Dürers Holzschnitt Rhinocerus (1515), z. B. Heilffandt (Elefant)

Unter Letternhäufelung (auch: Letterhäufelung) versteht man die Schreibung zusätzlicher Buchstaben im Schriftbild der deutschen Sprache, die die Aussprache nicht verändern. Die Letternhäufelung trat im orthographisch noch nicht geregelten Frühneuhochdeutsch auf und wurde bis in das 17. und 18. Jahrhundert fortgesetzt.
Es wurden hierbei hauptsächlich die Konsonanten verdoppelt bzw. verstärkt, so heißt es beispielsweise kräfftig, hertzkranck und Artzney. Diese Wörter besitzen im heutigen Schriftbild an der entsprechenden Stelle nur noch einen Konsonanten, werden jedoch nicht anders ausgesprochen. Allerdings sind einige dieser Schreibweisen, z. B. Stadt, bis heute erhalten geblieben. 